# Cikade
Cikade (lat. Cycadophyta) je divizija golosjemenjača. Cikade su potpuno razvijeni spermatofiti koji su se razvili u toku perioda trijasa, a u Juri činile su petinu cjelokupnog biljnog svijeta.
Većina vrsta nestaju u kredi, ali su mnoge opstale i do danas.

## Opis
Cycadophyta (također poznate kao Cycadales), ili cikade, relativno su drevna skupina biljaka koje su nekada bile mnogo češće nego danas i služile su kao hrana neptičjim dinosaurima  koji su jeli biljke. Postojeće cikade su sada prilično ograničeni u distribuciji, sastoje se od približno 320-340 vrsta u 11 rodova i tri porodice Cycadaceae, Stangeriaceae i Zamiaceae
. Cikade se nalaze u jugoistočnoj Sjevernoj Americi, Meksiku, Srednjoj Americi, nekim karipskim otocima, Južnoj Americi, istočnoj i jugoistočnoj Aziji, Australiji i dijelovima Afrike. Mnoge cikade diljem svijeta su od ekonomske važnosti jer se koriste kao izvor prehrambenog škroba (ponekad nazvanog "sago"), koji se obično skuplja s vrha debla neposredno prije ispiranja lišća ili reproduktivnih struktura. Neke cikade, posebno Cycas revoluta, "sago palma", sade se u hortikulturi.
Cikade su očito monofiletska loza koja se sastoji od biljaka s uglavnom kratkom, uspravnom stabljikom ili deblom, rijetko visokim i sličnim palmama (kao kod Microcycas). Deblo nosi spiralno raspoređene, uglavnom perasto složene listove. Samo rod Bowenia ima dvoperasto složene listove. Stabla cikada obično ne pokazuju bočno (aksilarno) grananje; stoga je gubitak aksilarnog grananja na nadzemnom deblu dijagnostički za cikade. Zanimljivo je da perasti cikas (Cycas) ili lišće (neke Zamiaceae; npr. Bowenia) pokazuju circinatnu vernaciju kao i kod mnogih paprati, možda primitivnu retenciju koja je izgubljena kod drugih sjemenskih biljaka.
Izumrla skupina sjemenskih biljaka Peltaspermales ima neke sličnosti s cikadama, pa je predložena kao njihova sestrinska skupina. Drugi su sugerirali da bi cikade mogli biti bliži rođaci Medullosales, na temelju njihove sličnosti u obrascu rasta, manoksilnog drva, i dvostrukog vaskularnog sustava u sjemenkama. U novije vrijeme opisan je fosil s lišćem sličnim ginku, ali s morfologijom cikada i strukturom peludi, što ukazuje na mogući odnos između dviju svojti koje su inače prilično različite. Odnos cikada prema drugim golosjemenjačama (osobito četinjačama) još je uvijek nejasan.
Bennettitales, još jedna izumrla skupina sjemenskih biljaka koja se ponekad naziva cikadoidi (Cycadeoids), jedno je vrijeme bila klasificirana u Cycadophyta, ali je od tada otkriveno da su samo površno slične u svojoj cjelokupnoj morfologiji -- njihov način rasta i struktura lišća slični su kod cikada, ali njihovi reproduktivni organi upućuju na bliži odnos s cvjetnicama.

## Niža taksa
1. Cycadopsida[4]
2. Dioonites Miquel, 1851[4]